# Borgholzhausen
Borgholzhausen település Németországban, azon belül Észak-Rajna-Vesztfália tartományban. Lakosainak száma 9252 fő (2023. december 31.). Borgholzhausen Versmold, Halle, Werther és Melle községekkel határos.

## Népesség
A település népességének változása:
| Lakosok száma | 7464 | 8620 | 8911 | 8973 | 9001 | 9253 | 9252 |
|               | 1975 | 2010 | 2017 | 2019 | 2021 | 2022 | 2023 |